# TTL 7454

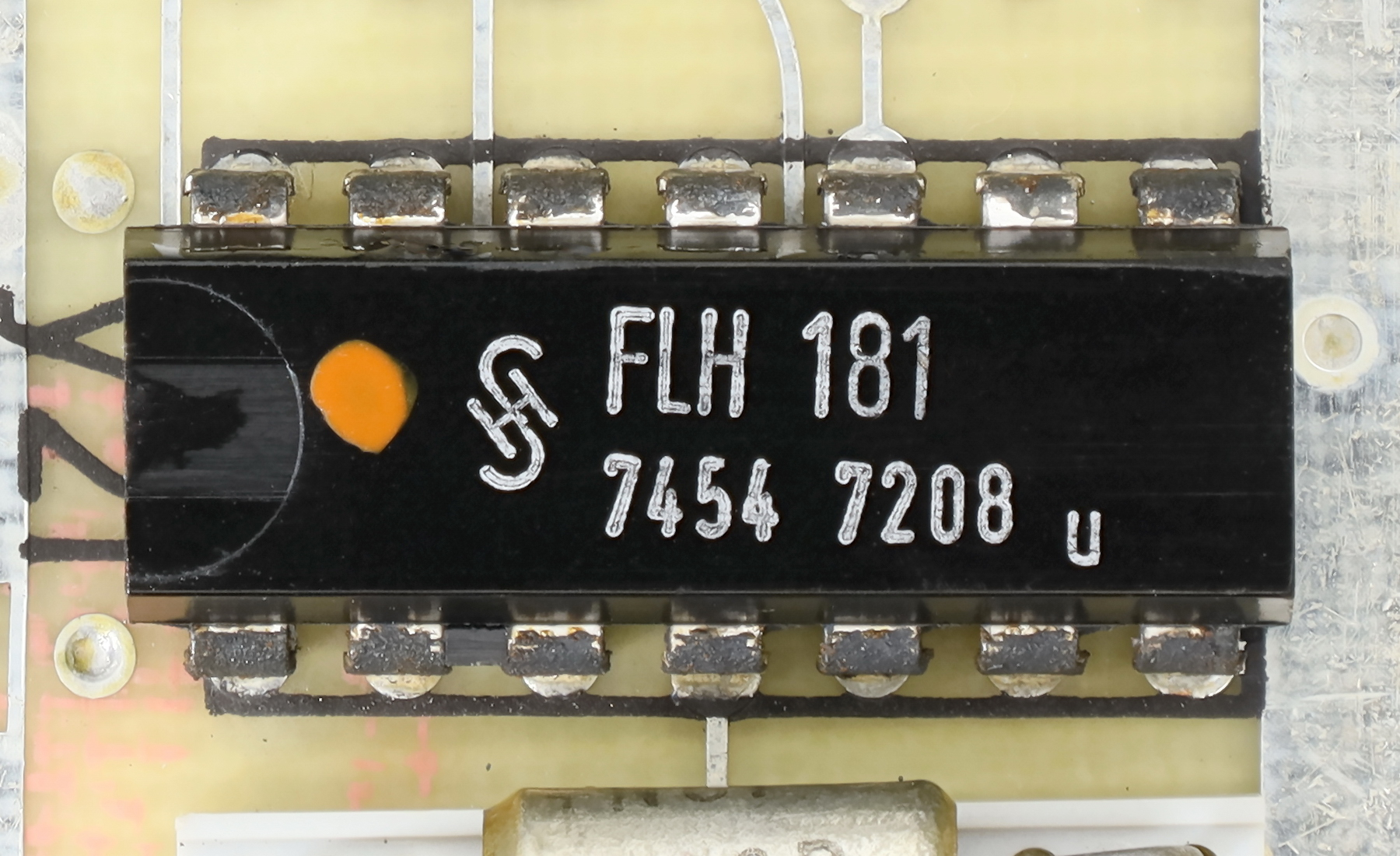
Circuito integrado 7454 (FLH181) da Siemens

O circuito integrado TTL 7454 é um dispositivo TTL encapsulado em um invólucro DIP de 14 pinos que contém quatro portas combinadas AND-OR-NOT amplas.

## Função lógica
{\displaystyle Y={\overline {AB+CD+EF+GH}}}